# كيفن نـاش
كيفن نـاش (19 أكتوبر 1975 في المملكة المتحدة - ) (بالإنجليزية: Kevin Nash)‏ هو لاعب كريكت بريطاني. لعب مع Dorset County Cricket Club ‏ وWiltshire County Cricket Club ‏.